# Джеральд Фіцджеральд, 8-й герцог Лейнстер

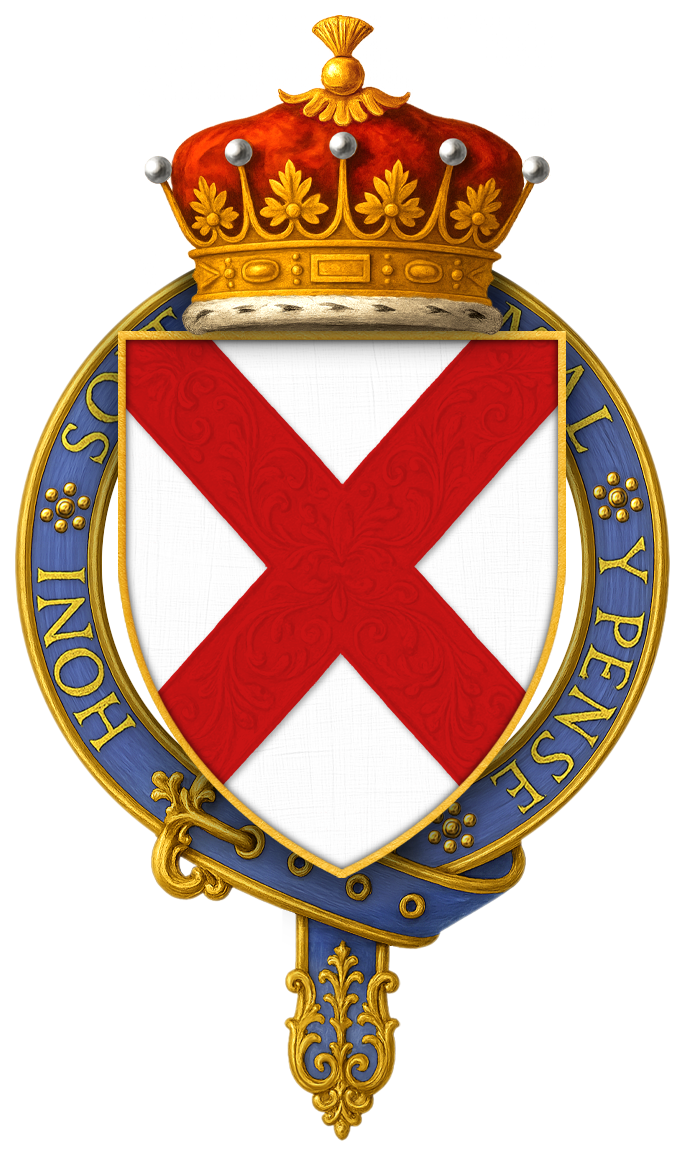
Герб герцогів Лейнстер.

Джеральд ФітцДжеральд (27 травня 1914 — 3 грудня 2004) — VIII герцог Лейнстер, маркіз Кілдер, ірландський аристократ, Перший пер Ірландії.

## Життєпис
Джеральд Фіцджеральд був єдиною дитиною Едварда Фітцджеральда — VII герцога Лейнстер та його першої дружини Мей Хуаніти Етерідж, хористки.
Його батьки розлучились у 1922 році, процес розлучення тривав 8 років по тому, майбутній герцог провів велику частину свого дитинства під доглядом його бабусі — леді Аделаїди Фіцджеральд, в замку Джонстаун, графство Вексфорд (Ірландія). Леді Аделаїда (1860—1942) була вдовою його двоюрідного діда — лорд Моріса Фітцджеральда, і дочкою VII графа Гранард. Він носив титул маркіза Кілдер з 1922 року.
Освіту здобув в Ітоні. Був курсантом Королівського військового коледжу, служив в полку V королівського гвардійського драгунського полку. Брав участь в Другій світовій війні, був поранений в Нормандії в 1944 році. Після поранення був демобілізований.
Після війни намагався керувати маєтком біля замку Кілкеа, графство Кілдер, Ірландія. Але маєток і господарство приносило одні збитки. На початку 1960-тих років кинув господарство і переїхав до Великої Британії, до Оксфордширу, працював в авіаційній промисловості. Жив в своєму будинку в Оксфордиширі. У 1976 році в цей будинок була викликана поліція, бо його батько намагався причинити збитки на суму 100 000 £ знищивши картину Джошуа Рейнолдса та старовинний гобелен. Його батько — VII герцог Лейнстер помер того ж року. Проте за титул була суперечка, він не міг його автоматично успадкувати. На титул герцога Лейнстер претендував один американець, що стверджував, що він син старшого брата батька лорда Десмонда Фіцджеральда (пом. 1916 року).
Були проблеми і в 1999 році, коли зведений брат формально був визнаний пером Дебретт та пером Берк. Ця людина — Адріан Фіцджеральд був незаконнонародженим сином VII герцога Айвона Пробіна.

## Родина і діти
Герцог був двічі одружений, його перша дружина:
- Джоан Кавана (1915—1994) — старша дочка Його Високоповажності майора Артура Томаса Мак Мурроу Кавана — принца Лейнстер. Герцог одружився 17 жовтня 1936 року, вони розлучилися в 1946 році. Джоан — маркіза Кілдер одружилась наступного року з підполковником Арчібальдом Мак Альпіном Дауні. Шлюб був проблемим. У герцога з Джоаною було три дочки:
  - Леді Памела Герміона Фітцджеральд (6 листопада 1937 — 3 квітня 1938), чиє друге ім'я було дано на честь бабусі по батьківській лінії батька — Герміони — дружини V герцога Лейнстер.
  - Леді Розмарі Енн Фіцджеральд (нар. 4 серпня 1939) — одружилась 9 лютого 1963 року (розлучилась у 1967 році) з Марком Кіллігру Вейтом. Після її розлучення вона повернулася до дошлюбного прізвища.
  - Леді Неста Фітцджеральд (нар. 8 січня 1942) — одружилась у 1977 році з Філіпом Тіраром (помер у 1993 році), з ним у неї є було дві дочки.

Друга дружина герцога:
- Енн Сміт (6 травня 1922 — 4 грудня 2016) — дочка підполковника Філіпа Юстаса Сміта Ротлі Крага — верховного шерифа Нортумберленда. Герцог одружився з нею 12 червня 1946 року і мав з нею двох синів:
  - Моріс Фітцджеральд, що став ІХ герцогом Лейнстер (1948 р.н.)
  - Лорд Джон Фітцджеральд (3 березня 1952 — 3 серпня 2015)

## Суперечки щодо титулу
У 1976 році художник і вчитель з Каліфорнії — Леонард Фіцджеральд стверджував, що він є законним сином герцога Лейнстер. Він заявив, що його батько був лордом Досмондом Фіцджеральдом, другим сином Джеральда Фіцджеральда — V герцога Лейнстер, що загинув під час Першої світової війни, будучи в лавах ірландської гвардії. Леонард заявив, що лорд Десмонд не загинув, а таємно емігрував до США і там жив до своєї смерті в 1967 році, не дивлячись на те, що були свідки загибелі герцога на війні і є його могила в Кале, Франція.
За порадою лікаря Леонард зняв свої претензії. Він помер в 1994 році. Але його претензії продовжив його син — Пол Фіцджеральд. Аналіз ДНК показав, що вони родичі леді Герміони Дункомб — дружини V герцога Лейнстер.